# 곤도 나오야
곤도 나오야(일본어: 近藤 直也, 1983년 10월 3일 ~ )는 일본의 전 축구 선수이다.

## 구단 경력
그는 2002년부터 2020년까지 J리그의 가시와 레이솔, 제프 유나이티드 지바, 도쿄 베르디에서 활동하였다.

## 국가대표팀 경력
그는 2003년 FIFA 세계 청소년 축구 선수권 대회에 참가할 일본 U-20 국가대표팀에 발탁되었으며, 3경기에 출전했다.
그는 2012년 2월 24일 아이슬란드과의 경기에서 일본 국가대표팀에 데뷔했다.

## 통계
| 일본 | 일본 | 일본 |
| 연도 | 출전 | 득점 |
| ---- | ---- | ---- |
| 2012 | 1    | 0    |
| 통산 | 1    | 0    |